# Nuevo San Carlos, Guatemala
Nuevo San Carlos är en kommunhuvudort i Guatemala.   Den ligger i departementet Departamento de Retalhuleu, i den sydvästra delen av landet, 130 km väster om huvudstaden Guatemala City. Nuevo San Carlos ligger 392 meter över havet och antalet invånare är 19 162.
Terrängen runt Nuevo San Carlos är kuperad norrut, men söderut är den platt. Terrängen runt Nuevo San Carlos sluttar söderut. Runt Nuevo San Carlos är det tätbefolkat, med 636 invånare per kvadratkilometer. Närmaste större samhälle är Retalhuleu, 7,5 km söder om Nuevo San Carlos. Omgivningarna runt Nuevo San Carlos är en mosaik av jordbruksmark och naturlig växtlighet.